# Academy Stadium
Le Joie Stadium est un stade de football situé à Manchester en Angleterre et sur lequel évoluent les moins de 21 ans et l'équipe féminine de Manchester City.

## Histoire
Annoncé le 19 septembre 2011, il fait partie de l'Etihad Campus, un centre d'entraînement et de formation de plus de 30 hectares destiné à plus de 400 jeunes joueurs à la fois. La construction du campus s'achève en fin d'année 2014 et ouvre ses portes le 8 décembre. Le 14 décembre, des étudiants de l'Université de Manchester inaugurent le stade en y jouant le premier match officiel.
Bien qu'il ne soit pas le plus grand bâtiment des installations de l'Etihad Campus, le stade comprend un bon nombre d'aménagements figurants normalement dans de plus grands stades, tel qu'une salle de conférence, des bureaux et une salle d'administration,. Le SuisseGas Bridge, un pont de 190 mètres, relie le stade au City of Manchester Stadium, situé à seulement 200 mètres du Joie Stadium.
Le stade abrite les matchs domiciles de l'équipe des moins de 21 ans de Manchester City et ceux des joueuses du Manchester City Women's Football Club. Le 10 février 2015, le New York City Football Club joue le premier match de son histoire au Joie stadium (anciennement l'Academy Stadium) à l'occasion d'un match amical contre Saint Mirren.
Le stade sert également à l'équipe d'Angleterre féminine, qui y jouera son premier match le 9 avril 2015.

## Galerie

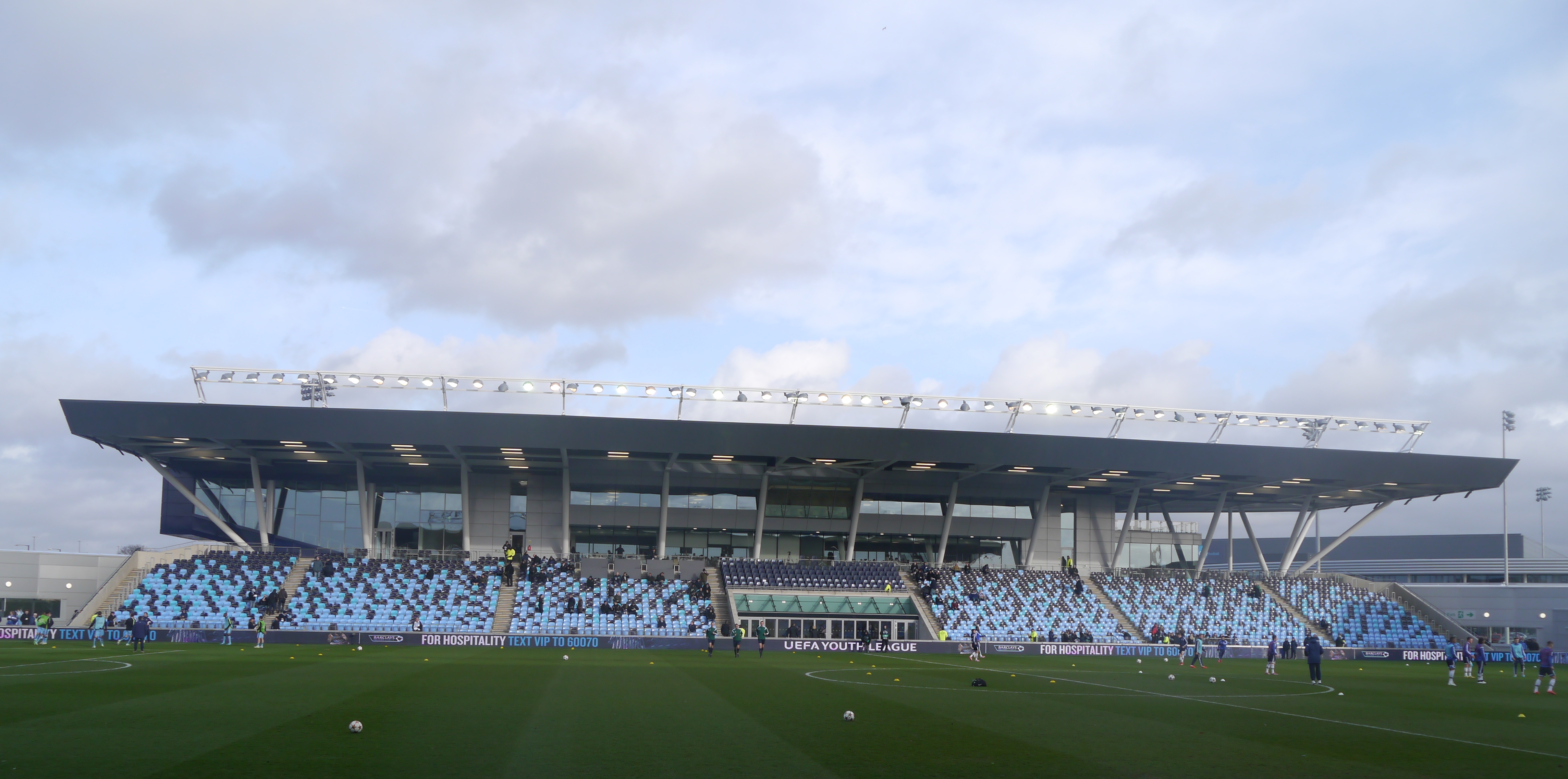
La tribune principale de l'Academy Stadium, disposant de bureaux et d'une salle de conférence.
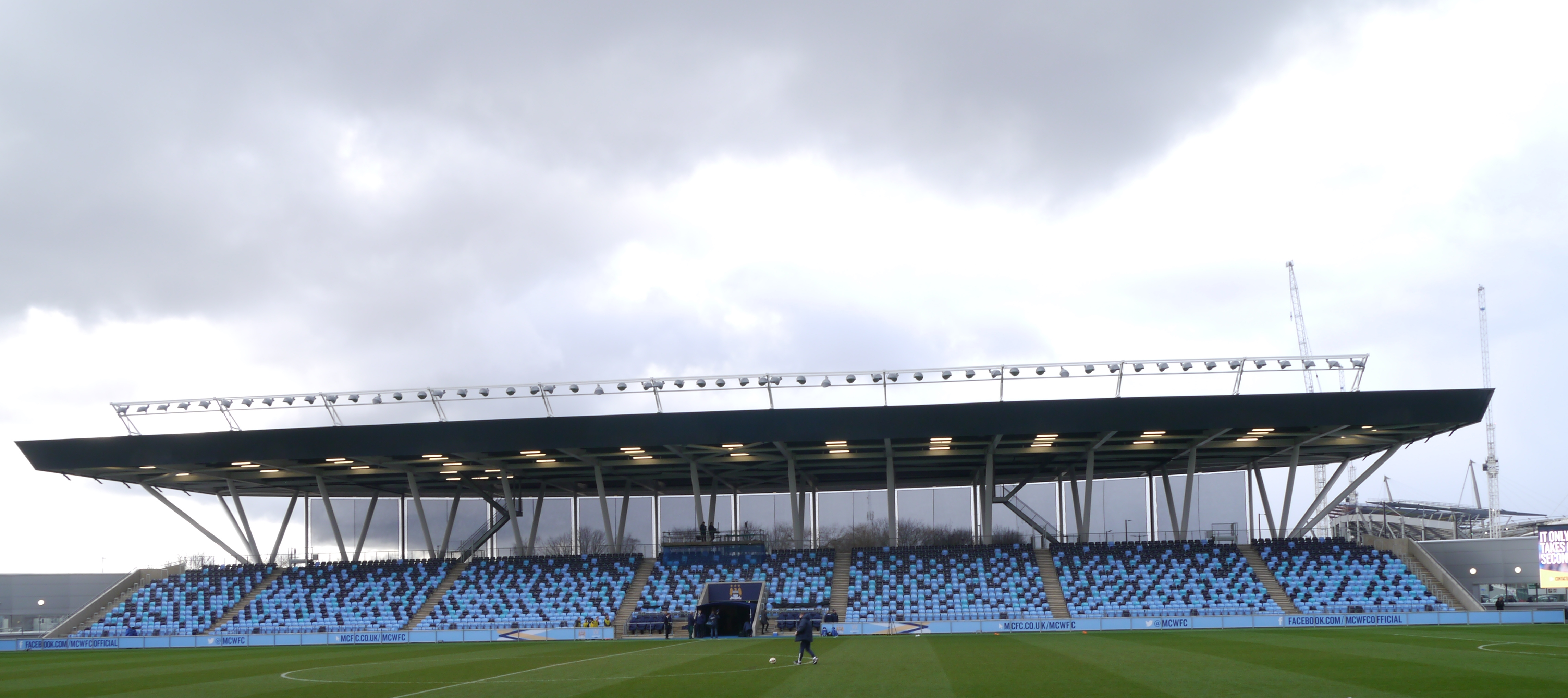
Vue de la tribune secondaire de l'Academy Stadium, où se trouve les vestiaires et le banc de touche des deux équipes.
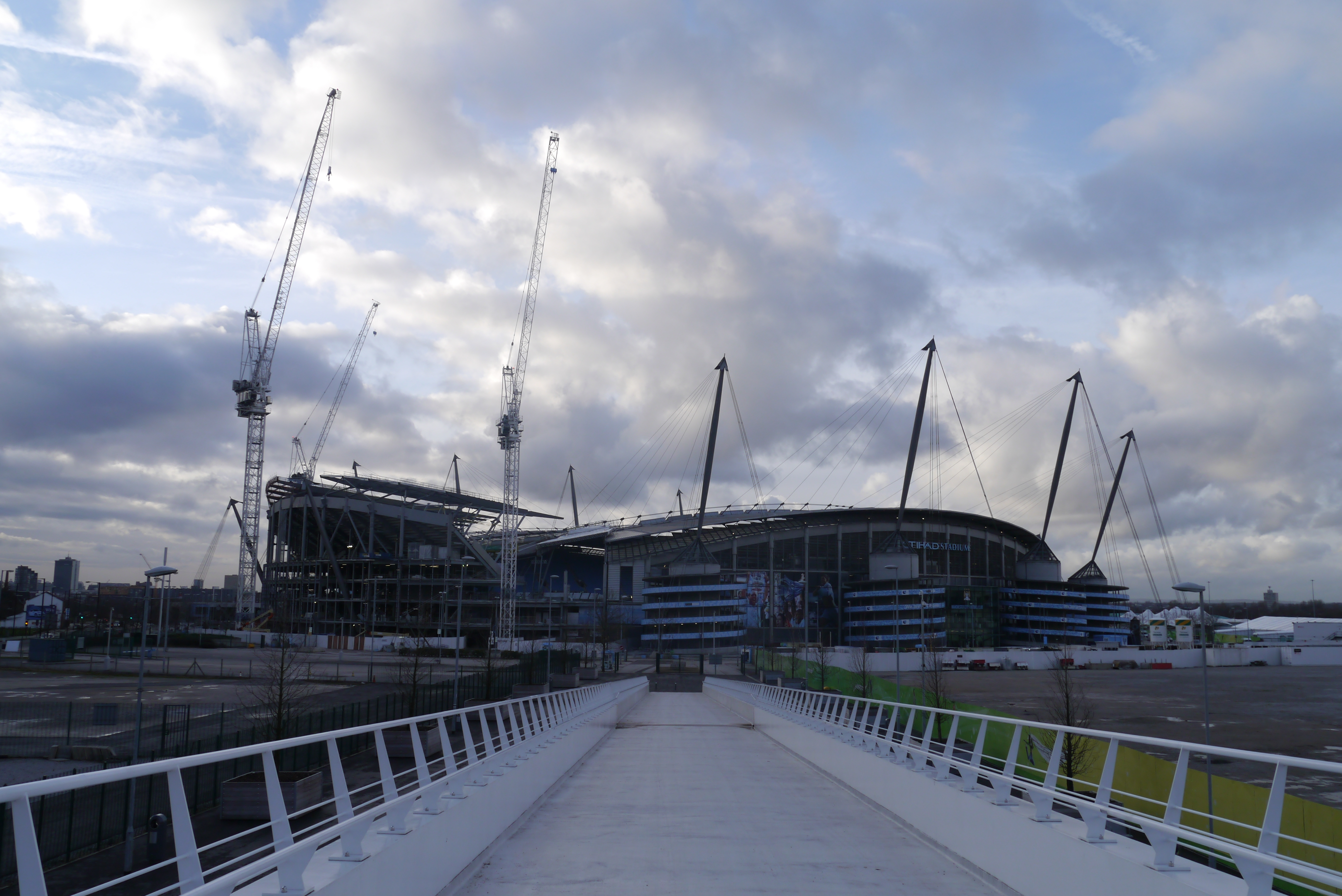
Vue du City of Manchester Stadium depuis l'Academy Stadium.